# Trampa Tomahawk

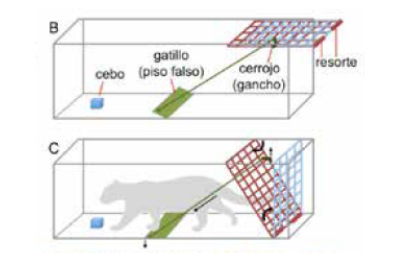
Figura 1. Esquema básico del funcionamiento de la trampa Tomahawk (Farías, 2019).

La trampa Tomahawk es una trampa para animales de tipo caja o jaula que se compone de una jaula o enrejado, en forma de cubículo, de varias varillas de hierro, utilizada generalmente para la captura viva de mamíferos de tamaño medio, aunque animales pequeños también pueden ser atrapados debido a la baja selectividad de esta trampa; la capacidad de esta trampa está dada por el tamaño de la misma. Se caracteriza por su mecanismo de cierre: al momento de activarse, su puerta se cierra diagonalmente impulsada por un resorte en forma de «v», lo que la diferencia de la trampa Sherman, la cual se cierra en forma de guillotina.

## Generalidades

### Diseño y mecanismo
Es una trampa de captura vida de una o dos puertas con dimensiones estándar de 60 cm x 15 cm x 17 cm (puede variar dependiendo el objetivo). Se activa, sosteniendo la puerta con un gancho o cerrojo sujeto a una barra de metal que se encuentra conectada al piso falso, detrás del cual está ubicado el cebo o atractor. Cuando un espécimen ingresa a la jaula, atraído por el cebo, pisa un gatillo que desengancha el cerrojo, provocando que  la puerta de la trampa se cierre inmediatamente.

### Uso
Esta trampa suele usarse en la captura de mamíferos medianos, con distintos propósitos, tales como el muestreo de investigación o el control de especies exóticas. A pesar de utilizarse con la intención de atrapar a un animal en específico, el hecho de que esté configurada como un cajón permite que una amplia variedad de organismos puedan entrar en ésta, por lo que posee una selectividad baja. Aún más, no es recomendable su uso para la captura de animales pequeños debido a que existe la posibilidad de ocasionar lesiones al momento del cierre, aunque también pueden diseñarse trampas artesanales adaptadas a las características de la especie que se pretende capturar. Por ejemplo, para la captura de animales subterráneos se utilizan tubos ya sea de metal o PVC adaptados para funcionar de manera análoga a las trampas Tomahawk convencionales.
La trampa Tomahawk también puede usarse como método de muestreo no invasivo si se requiere reducir considerablemente los efectos sobre el espécimen, así como el esfuerzo de muestreo por parte del investigador, pues hay  modificaciones a la trampa que permiten, por ejemplo, recolectar muestras de cabello suficientes para realizar un análisis genético de isótopos estable, sin la necesidad de capturar por un tiempo significativo al individuo, por lo que se le permite escapar de la trampa.

### Ventajas
Es altamente eficiente para la captura de especies animales medianas, terrestres, acuáticas, y semiacuáticas.
Es de fácil traslado y bastante resistente por el tipo de material de la jaula. La técnica de captura no le causa dolor físico al animal (cuando funciona apropiadamente) y le permite estar ventilado todo el tiempo.
En comparación con las trampas Sherman, de las cuales se han reportado casos de animales que logran escapar (aunque con muy poca frecuencia), las trampas Tomahawk cuentan con un mecanismo más complicado de vencer, por lo que permite una captura efectiva.

### Desventajas
En general, las trampas suelen tener un alto costo monetario. No es un método de captura selectivo, no se recomienda su uso para la captura de animales pequeños debido a que pueden llegar a sufrir alguna lesión durante el cierre del dispositivo y este tipo de trampas pueden generar estrés en los organismos debido al sonido que genera la caída de la puerta y, evidentemente, el encierro, lo cual, suele ser negativo para el muestreo; tampoco resguardan al animal de la intemperie, por ello se debe colocar la jaula en un sitio estratégico, o bien, cubrir la trampa con vegetación para  resguardarlo del calor, las precipitaciones, el viento y/o posibles depredadores.

## Repercusiones

### Efectos en el organismo
Debido a que la mayoría de las veces las trampas no cuentan con una barrera que aísle definitivamente al animal capturado de la intemperie,  pueden ser susceptibles a los efectos de la insolación, el viento o la precipitación. Es por estas razones que se recomienda revisar  las trampas cada doce horas y colocarlas en zonas que se encuentren resguardadas en la medida de lo posible, de la intemperie.
Por otro lado, la captura en vivo implica una respuesta de estrés en muchos animales, la cual puede incluso provocar errores de medición en investigaciones si se desconoce la magnitud de estas alteraciones respecto a la línea base, lo que convierte al análisis sobre los aspectos del proceso de captura que implican una respuesta al estrés  en una parte crítica del diseño experimental.
Aunque algunas trampas pueden mantener retenidos a los animales sin presentar daño alguno durante 24 horas, otras pueden hacer que los mamíferos rompan sus dientes o rasguen la piel de su hocico ya que intentan escapar bajo un estado de estrés fisiológico.